# Glacera de Mingyong
La glacera de Mingyong és una glacera del territori de Yunnan (Rep. Popular de la Xina). La glacera, a la frontera administrativa del Yunnan amb el Tibet, és un lloc sagrat dels pobles tibetans. Situada a 28.5° nord i a una alçada de 2,700 metres, la glacera és localitzada a la latitud i alçades més baixes de qualsevol altra glacera de la Xina. La glacera és alimentada pel gel i neu que baixen del Mont Meili o Mont Meili Snow (6,740 m). La glacera va retrocedir 200 metres els darrers quatre anys. Les glaceres dels territoris tibetans de la Xina estan retrocedint un 7 per cent anualment, mentre la línia dels arbres puja, degut a l'escalfament global.